# Социологија рода
Социологија рода је битна подобласт социологије. У јавним говорима и академској литератури се углавном род користи као сопствени доживљај женствености и мушкости (само-идентификација). Родни идентитет особе је комплекс који укључује безброј карактеристика изгледа, говора, понашања и других фактора који нису чврсто везани за биолошки пол. Друштва често имају бинарни родни систем у којем су сви категоризовани као мушкарац или жена. Нека друштва укључују и трећи род, на пример, дводуховни људи код америчких домородаца и Хиџре у Индији.

## У феминистичкој теорији
Главни чланак: Феминистичка теорија
У издању Мушко/женско или људско из 1974. године, аутор користи "урођени пол" и "научене полне улоге". До 1980. многи феминистички писци су се договорили да користе пол једино за прихваћене друштвено-културне особине.
Либерални феминизам је веровање да појединци треба да буду слободни у развоју својих сопествених талената и проналажењу својих интереса. Они желе да прошире равноправност бришући препреке у друштву. Социјалистички феминизам сматра да капитализам ојачава патријархат концентришући богатство и моћ у рукама мањине. Традиционална структура породице треба да буде замењена колективном револуцијом. У радикалном феминизму, верује се да је патријархат толико дубоко укорењен у друштву да га чак не би окончала ни друштвена револуција; друштво мора да избрише саме полове.

## Амерички медији
Критика медија је одраз неједнакости полова у друштву у штампи, рекламама, телевизији и музици. Неки сматрају да већина медија подржава идеју хетеро-мушкости приказујући мушкарца као доминантног. Неки такође кажу да медији објективизују и угњетавају жене и мушкарце који не спадају у хетеронормативну категорију.

### Угњетевање
Медији уче мушкарца да неосетљивост, насиље и физичка јачина јачају његову мушкост. У овоме посебно имају утицаја рекламе за пиво. Овакве форме подржавају мушкарце да угњтавају друге мушкарце који се не уклапају у идеал хетеромушкости.

### Објективизација жена
Објективизација жена се односи на примере у медијима где су жене виђене као, или директно упоређене са предметима који могу да се добију или поседују. Такође ово се односи и на рекламе где су предмети антропоморфизовани и дате су им женске карактеристике.Нека истраживања указују да масовно ширење објективизације жена у медијима има велики утицај на друштво, као што је ниско самопоуздање и поремећаји у исхрани код жена.

## Род и психоанализа
Једна од најутицајнијих психоаналитичких теорија пола је перспектива покренута и књизи Репродукција мајчинства. Њена ауторка, Ненси Чодороу, прати емоционално развиће повезујући га са начином на који мајке обично брину о својим бебама, док су очеви чешће емоционално достанцирани. Развој идентитета почиње када се беба све виће одваја од своје мајке, са којом је повезана. Процес се различито одвија код дечака и девојчица. Девојчице могу да се одвоје постепено, задржавајући везу са мајком која се доживљава као сличност. Дечаци, с друге стране, одвајање од мајке, коју доживљавају као различиту, укључује сузбијање њихових женствених аспеката и одбијање нежности која је присутна у ранијем односу. Доживљај мушкости код дечака се, по Ненси Чордоу, постиже по цену великог смањења емоцијалности.
Као последица овога, мушкарци одрастају са аутономнијом представом себе, независнији су, инструменталнији и борбенији у односима са другим људима. Такође, чешће имају проблема са исказивањем емоција и чешће покатују анксиозност везано за интимност. Жене, с друге стране, имају већу потребу и способније су да одрже везе са другим људима; имају већу емпатију, такође. Мада, теже им је да одрже своје границе независности и аутономности.
Чордоу верује да ови обрасци нису неизбежни. Промене друштвених договора о бризи деце, на пример дуално родитељство, које укључује очеве у емоционалну интимност са својом децом, може да спречи ову појаву.

## Род и подела рада
Пре индустријализације, економска активност, која је била концентрисана око агрикултурног посла, заната итд., је била организована по домаћинствима. Чланови домаћинства, независно да ли су мушкарци или жене, стари или млади, су сви доприносили животу породице. Иако су можда жене радиле један тип послова, а мушкарци други, зависно од регије и класе, разлика између мушкарца као хранитеља породице и жене као домаћице није карактеризовала преиндустријску поделу рада.
Индустријализација је пренела велику продуктивну активност на фабриkе, продавнице и пословнице. Ово одвајање посла од куће је назначила дубпку промену у односу полова. Дом је постао, не место породичне предузимљивости, већ бекство од света посла. Жене су виђене као одрживачи дома.

## Родови на радном месту
Жене и мушкарци имају другачију мобилност на радном месту. Жене често доживљавају стаклени плафон, невидљиву баријеру која их спречава да се успињу на корпоративним положајима. Мушкарци у пословима које обављају традиционално жене, као што су посао медицинске сестре, посао учитеља и социјалног радника доживљавају као "ефекат стаклених покретних степеница", где су они способни да брзо напредују до вра пословне хијерархије и постану менаџери и директори. Такође, често постоји и велика разлика у платама мушкараца и жена, где жене зарађују 77% плате мушкарца.

## Сексуалност
Сексуалнос обухвата и сексуално понашање и сексуалне жеље.У хетерономативној структиру друштвеног живота, хетеросексуалност се убек претпоставља, очекује, уобичајена је и привилегована. Толико је дубоко укорењена да је људима тешко да замисле другачији начин живота.Медији подстичу, такође, њено јачање и укорењавање.
Уобичајено виђење хетеросексуалности је да је она, "природна" емоционална привлачност за људску сексуалност. Даље, брачна хетеросексуалност окупира већину нормативне и тражене сексуалности, док су друге сексуалности маргинализоване и сматране перверзним или неприродним. Алфред Кинси је створио Хетеросексуално-хомосексуалну скалу која је названа Кинсијева скала, која побија уобичајену перцепцију бинарне сексуалности која је директно везана за пол.

## Мушкост
Мушкост је остварени полни идентитет. У супротности од популарног мишљења, то није исто што и сексуална оријентација. Садржај и пракса мушкости су друштвено конструисани и репродуковани кроз дневне интеракције. Теоретичари Вест и Зимерман су наглашавали да се пол одражава кроз одговорност. Од мушкараца је очекивано да показују мушкост до тренутка где се она сматра природном. Стога, статус мушкарца зависи од његовок показивања мушкости. Важно је имати на уму да мушкост може да показује било који пол.
Доминантна форма мушкости је хегемонијска мушкост. Мушкарци се стално показују да би доказали свој статус мушкарца. Хегемонијска мушкост је конструисана као супротност женскости и доминантна је у односу на све остале полне идентитете (укључујући друге врсте мушкости). Мушкарци су од рођења навикавани да показују свију мушкост, посебно кроз свије понашање и симболизам. Један од најчешћих таквих понашања је агресија да би се задржала репутација. Пример симболизма је одећа.